# Shin-Ōtsuka (métro de Tokyo)
Shin-Ōtsuka (新大塚駅, Shin-Ōtsuka-eki) est une station du métro de Tokyo sur la ligne Marunouchi dans l'arrondissement de Bunkyō à Tokyo. Elle est exploitée par le Tokyo Metro.

## Situation sur le réseau
La station Shin-Ōtsuka est située au point kilométrique (PK) 22,4 de la ligne Marunouchi.

## Histoire
La station a été inaugurée le 20 janvier 1954 sur la ligne Marunouchi.

## Services aux voyageurs

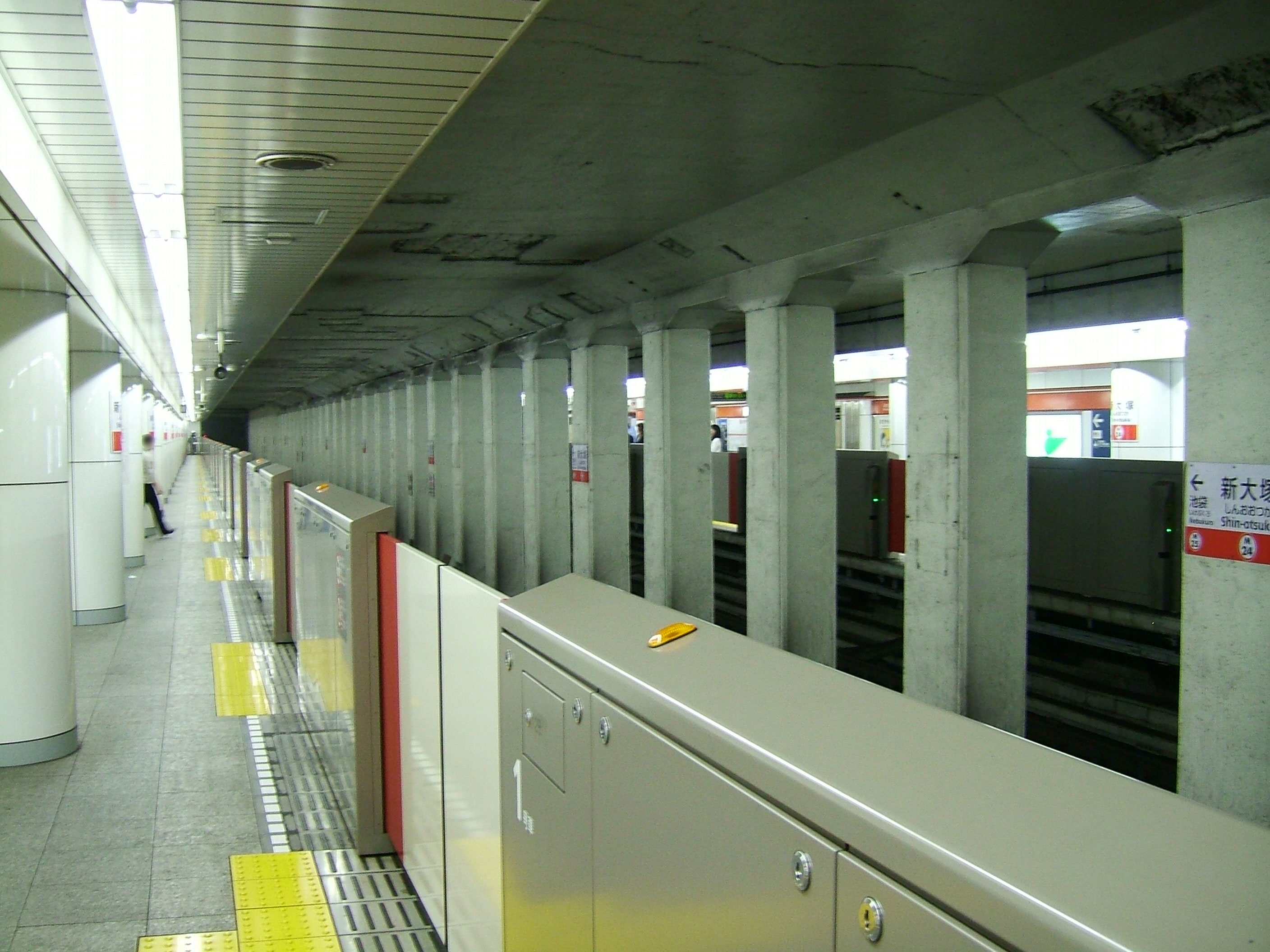
Quais de la ligne Marunouchi

### Accès et accueil
La station est ouverte tous les jours.
En moyenne en 2015, 24 392 voyageurs ont fréquenté quotidiennement la station.

### Desserte
Ligne Marunouchi :
- voie 1 : direction Ogikubo
- voie 2 : direction Ikebukuro